# Mythimna divergens
Mythimna divergens är en fjärilsart som beskrevs av Arthur Gardiner Butler 1878. Mythimna divergens ingår i släktet Mythimna och familjen nattflyn, Noctuidae. En underart finns listad i Catalogue of Life, Mythimna divergens sideniensis Kardakoff, 1928.